# バーニー・レドン
バーナード・マシュー・レドン3世（Bernard Mathew Leadon, III、1947年7月19日 - ）は、アメリカ合衆国の音楽家。シンガーソングライター、音楽プロデューサー。ギター、バンジョー、マンドリン、スティール・ギターなど、様々な楽器を演奏するマルチプレイヤーである。ミネソタ州ミネアポリス出身。カントリーロック・バンド、ディラード&クラーク、フライング・ブリトー・ブラザーズなどで活動した後、創設メンバーとしてイーグルスに参加。イーグルス在籍中には、ポップミュージック、ロックのリスナーに自身のバックグラウンドであるブルーグラスを紹介した。
イーグルス脱退後は、自身名義での作品発表はわずかながら、セッション･ミュージシャン的な活動精力的に行なっている。

## キャリア

### 初期
敬虔なカトリックの家庭に生まれる。父親は航空エンジニアであった。若いバーナードはフォークソングとブルーグラスに傾倒し、やがてバンジョー、マンドリン、アコースティック・ギターなどの数々の弦楽器の技術を習得していく。ティーンエイジャーの時、家族と共にサンディエゴに移住。ブルーグラス仲間となるスコッツヴィル・スクワイアレル・バーカーズのエド・ダグラス、ラリー・マレーらと出会う（バーカーズは後にバーズ、フライング・ブリトー・ブラザースなどで活躍するクリス・ヒルマンを輩出する）。
レドンは1963年にバーカーズに加入するが長くは続かず、1964年後半、家族とともにフロリダ州ゲインズビルに移住する。レドンはゲインズビル・ハイスクールに通い、そこで、後にイーグルスで同じ釜の飯を食うことになるドン・フェルダーと出会う。フェルダーのバンド、コンチネンタルズは、後にバッファロー・スプリングフィールドやCSN&Yで活躍することになるスティーヴン・スティルスが脱退したばかりであった。レドンはコンチネンタルズに加入し、バンド名をマウンディ・クインテットと改めた。マウンディ・クインテットはトム・ペティのバンド、エピックス（バーニーの弟トム・レドンが在籍していた）らとゲインズビルをはじめフロリダ周辺でギグを行った。
1967年、バーカーズの元メンバー、ラリー・マレーからの依頼で、彼が結成したサイケデリック・フォーク・グループ Hearts&Flowers に加入。ロサンゼルスに移る。彼らはキャピトル・レコードから "Of Horses, Kids, and Forgotten Women" をリリースしローカル・ヒットとなったが、全米規模の反響は得られず、グループは1968年に解散。

### ディラード&クラーク、フライング・ブリトー・ブラザーズ
1968年の終わりに伝説的バンジョー奏者ダグ・ディラードと出会い、ディラードと元バーズのジーン・クラークが結成したディラード&クラークに参加。後のカントリーロック界に大きな影響を与えることになるアルバム "The Fantastic Expedition of Dillard & Clark" はレドンのマルチインストゥルメンタリストとしての才能が結実したアルバムで、レドンはバンジョー、ギター、ベース、バッキングボーカルを担当した。また、6曲で共作者にクレジットされるなど、作曲にも大きくかかわり、レドンとジーン・クラークの共作による収録曲 "Train Leaves Here This Morning" は、後にイーグルスのデビューアルバムにも収録された。
1969年、ディラード&クラークを脱退。クリス・ヒルマンとグラム・パーソンズが結成したフライング・ブリトー・ブラザーズに参加し、"Burrito Deluxe"(1970)、"The Flying Burrito Bros"(1971) の2枚のアルバムに参加するが、商業的成功の可能性を感じられずに脱退。リンダ・ロンシュタットのバックバンドの仕事で出会ったグレン・フライ、ドン・ヘンリー、ランディ・マイズナーに合流、イーグルスを結成する。

### イーグルス
デビューアルバム『イーグルス・ファースト』は、早くもグループに成功をもたらし、レドンとヘンリーの共作 ""Witchy Woman" もヒットした。続くセカンド『ならず者』(1973) はクラシックとなった「テキーラ・サンライズ」やタイトル曲「ならず者」をフィーチャーしたカントリーロック・アルバムであったが、レビューも振るわず、レコード会社のプロモーションも活気がなかった。そこでバンドは、続くアルバムではカントリーロック色を薄め、より大衆にアピールする路線を決める。レドンの勧めにより、かつてレドンのバンド仲間であったドン・フェルダーを3枚目の『オン・ザ・ボーダー』(1974)発表以降、正式メンバーとして迎え入れた。
続く4枚目『呪われた夜』(1975)ではタイトル曲がヒットしたこともあり、バンドはますますカントリー、ブルーグラス路線からよりAOR、スタジアムロック路線を志向し始め、最終的にレドンはイーグルスを脱退する。
レドンは後に、脱退は生きるために必要であり、ドラッグなどの健康や音楽的キャリアを害する環境を断ち切る必要があったと述べた。
イーグルス在籍中に彼が作曲、もしくは主体となって共作した楽曲のうち、「魔女のささやき」がヒット、またカントリー・クラシックとなっている「今朝発つ列車」、イーグルスの隠れた名曲とされる「マイ・マン」、「安らぎによせて」のほか、「ハリウッド・ワルツ」、「早起き鳥」などのナンバーを残している。

### イーグルス後
1977年に初のソロ・アルバム "Natural Progressions" をリリース。1985年には、クリス・ヒルマン、アル・パーキンスをフィーチャーしたプロジェクト Ever Call Ready を結成、彼の愛するブルーグラスやゴスペルのナンバーを収録したアルバムをリリース。1980年代後半には一時期 Nitty Gritty Dirt Band にも参加した。その他、ウェストコースト・ロックやブルーグラス、カントリーにまたがる幅広い人脈により、数多くのセッションに参加する。
1998年、イーグルスのロックの殿堂入りに際し、ニューヨークで行われた授賞式でイーグルスのメンバーと再会、「テイク・イット・イージー」、「ホテル・カリフォルニア」を一緒に演奏した。
2004年には、27年ぶりに2枚目のソロ・アルバム "Mirror" をリリース。現在はナッシュビルに住み、セッション・ミュージシャン、プロデューサーとして活動中。